# 30 (album d'Adele)
Cet article concerne l'album d'Adele. Pour l'album de Laurent Garnier, voir 30 (album).
Albums de Adele
25
(2015)
Singles
1. Easy on Me
Sortie : 15 octobre 2021
2. Oh My God
Sortie : 12 janvier 2022
3. I Drink Wine
Sortie : 25 octobre 2022

30 est le quatrième album de l'auteure-compositrice-interprète anglaise Adele, qui a vendu plus de 120 millions de disques et remporté 15 Grammys tout au cours de sa carrière. Il est sorti le 19 novembre 2021 sur les labels Melted Stone et Columbia Records. Inspirée par son divorce avec son ex-mari Simon Konecki, Adele aborde la séparation au cours de l'album, tout en évoquant sa maternité. Elle y réalise aussi l'analyse de la célébrité.
30 a été écrit de 2018 à 2021 et enregistré avec divers producteurs, dont Greg Kurstin, Max Martin, Nas Luke, le protégé du précédent, et Shellback, qui ont collaboré au précédent album d'Adele, dénommé 25 et sorti en 2015. Le premier single de 30, Easy on Me, sorti le 15 octobre 2021, a connu un succès incroyable et a battu le record de la chanson la plus jouée sur les radios américaines pendant la semaine de sa sortie.
Pour faire la promotion de l'album, un concert spécial, intitulé Adele: One Night Only et animé par Oprah Winfrey, est diffusé sur CBS le 14 novembre 2021. Deux concerts sont également prévus les 1er et 2 juillet 2022 au festival de musique British Summer Time au Hyde Park de Londres ; ils sont complets en un temps record.
30 est l'album le plus vendu dans le monde en 2021, s'écoulant à plus de 5 millions d'exemplaires en moins de deux mois. L'album remporte le prix du Meilleur album britannique aux Brit Awards 2022.

## Contexte
Adele aurait commencé à travailler sur son quatrième album en 2018. Le 5 mai 2019, jour de son 31e anniversaire, Adele a publié plusieurs photos d'elle en noir et blanc sur son compte Instagram pour célébrer l'occasion, ainsi qu'un message évoquant l'année précédente. Le message se terminait par «30 sera un album de drum n bass pour vous contrarier». Les médias ont analysé le post comme une indication qu'un nouvel album était en route,.
Le 15 février 2020, Adele a annoncé lors du mariage d'un de ses amis que son quatrième album studio sortirait d'ici septembre 2020. Cependant, elle confiera plus tard que la production et la sortie de l'album ont été retardées en raison de la pandémie de COVID-19. Dans une interview avec Vogue publiée en octobre 2021, Adele a déclaré que 30  avait été inspiré de son divorce avec son mari de l'époque, Simon Konecki, et traitait donc de la séparation, de la maternité et de la célébrité. Elle décrit l'environnement et le sujet de son quatrième album: « À 30 ans, ma vie s'est effondrée sans prévenir » dit-elle, parlant de son divorce avec Simon Konecki, avec qui elle était depuis 2016, mais également de ses angoisses, sa thérapie et sa perte de poids. Adele explique que ce nouvel album très personnel est né dans le but d'expliquer à son enfant de 9 ans la raison pour laquelle elle a pris la décision, en avril 2019, de divorcer de lui. Adele dit également qu'elle a « l’impression que cet album est de l’auto-destruction, puis de l’auto-réflexion et de l’auto-rédemption. »

## Production
30 contient des featuring avec le producteur et co-auteur américain présent dans l'album 25, Greg Kurstin, les producteurs et auteurs-compositeurs suédois Max Martin et Shellback, le compositeur suédois Ludwig Göransson, le producteur-compositeur-ingénieur américain-marocain Nas Luke, l'auteur-compositeur-interprète canadien Tobias Jesso Jr. et le producteur britannique Inflo (qui fait partie du groupe Sault ),.

## Promotion et sortie
À partir du 1er octobre 2021, des panneaux d'affichage et des affichages lumineux portant le numéro "30" ont commencé à apparaître dans le monde entier, notamment à des endroits populaires comme le palais de Buckingham, la tour Eiffel, l'Empire State Building, le Colisée et le Louvre. Cela a contribué à alimenter une spéculation généralisée selon laquelle Adele reviendrait avec son quatrième album, 30. Le 4 octobre 2021, Adele a changé toutes les photos de profil de ses réseaux sociaux pour afficher une photo bleu marine. Elle a également mis à jour son site Web afin qu'il corresponde à un tout nouveau logo. Le lendemain, Adele a annoncé que le single principal, Easy on Me, sortirait le 15 octobre 2021
En octobre 2021, Adele est devenue la première personne à apparaître  le même mois en Une des éditions américaine et britannique de Vogue. Ces deux magazines comportaient toutes deux des séances photo séparées et des interviews sur le nouvel album. Le 13 octobre 2021, Adele a révélé l'album sur ses réseaux sociaux, ce qui a confirmé à la fois le titre 30 et la date de sortie du 19 novembre 2021. Le lendemain, l'album a été mis à disposition en pré-commande en format CD, numérique, phonographe (deux disques vinyles noirs) et cassette sur le site d'Adele. 30 est la première sortie d'Adele avec un autre label que XL Recordings. A la place de son ancien label, l'album a été publié par Melted Stone, avec une distribution mondiale gérée par Columbia Records (qui ne gérait auparavant la distribution du catalogue d'Adele qu'en Amérique du Nord).
Le 18 octobre 2021, CBS a annoncé Adele One Night Only, un concert de deux heures et une émission télévisée spéciale sur Adele, avec l'animatrice de talk-show américaine Oprah Winfrey, qui interviewera la chanteuse. Ce concert sera diffusé le 14 novembre 2021. Le 3 novembre 2021, ITV a annoncé An Audience With Adele, un concert qui sera diffusé le 21 novembre 2021, soit deux jours après la sortie de son nouvel album 30. Elle y interprètera son single Easy On Me ainsi que d’autres titres de son nouvel et précédents albums. Un concert au London Palladium devant un large public constitué de sa famille, ses amis et de nombreuses personnalités.
Le 28 octobre 2021, les billets en prévente pour ses deux concerts à Hyde Park de Londres, prévus les 1 et 2 juillet 2022, se vendent en moins d'une heure,. Ce jour-là 1,3 million de personnes essayeront d'acheter des billets pour ces deux concerts d'Adele,.
Le 1er novembre 2021, la tracklist de l’album a été dévoilé. Il contiendra douze titres dans l’édition standard. L’édition deluxe comportera trois titres supplémentaires dont une reprise de son single Easy On Me en collaboration avec Chris Stapleton.
Le 30 novembre 2021, afin de promouvoir l'album, Adele annonce une résidence à Las Vegas au Colosseum du Caesars Palace qui se serait déroulée du 21 janvier au 16 avril 2022. Le 20 janvier, elle annonce que la résidence est reportée en raison de « retards de livraison et de COVID ». La résidence prend finalement fin le 23 novembre 2024, après une centaine de représentations. En août 2024, Adele a également donné une série de 10 concerts à Munich, en Allemagne, dans une arène spécialement conçue pour l'occasion[réf. souhaitée].

## Performance commerciale
Le 29 octobre 2021, trois semaines avant sa sortie, 30 bat le record de l'album le plus pré-ajouté jamais enregistré sur Apple Music, dépassant Happier Than Ever de  Billie Eilish (2021); l'album atteint également le plus grand nombre de pré-adhésions en un seul jour. La Fédération internationale de l'industrie phonographique (IFPI) rapporte qu' Adele est la deuxième artiste féminine la plus vendue au monde en 2021, derrière Taylor Swift. 30 est l'album le plus vendu de 2021 dans le monde, en tête du « Classement mondial des albums tous formats », du « Classement des ventes mondiales d'albums » et du nouveau « Classement mondial des albums en vinyle ». L'album s'est écoulé au total à plus de 5 millions d'exemplaires purs au cours de l'année, soit en moins de deux mois.

## Liste des chansons
| No  | Titre                                  | Auteur                            | Durée |
| --- | -------------------------------------- | --------------------------------- | ----- |
| 1.  | Strangers by Nature                    | - Adele Adkins - Ludwig Göransson | 3:02  |
| 2.  | Easy on Me                             | - Adkins - Greg Kurstin           | 3:44  |
| 3.  | My Little Love                         | - Adkins - Kurstin                | 6:29  |
| 4.  | Cry Your Heart Out                     | - Adkins - Kurstin                | 4:15  |
| 5.  | Oh My God                              | - Adkins - Kurstin                | 3:45  |
| 6.  | Can I Get It                           | - Adkins - Max Martin - Shellback | 3:30  |
| 7.  | I Drink Wine                           | - Adkins - Kurstin                | 6:16  |
| 8.  | All Night Parking (avec Erroll Garner) | - Adkins - Erroll Garner          | 2:41  |
| 9.  | Woman like Me                          | - Adkins - Inflo                  | 5:00  |
| 10. | Hold On                                | - Adkins - Inflo                  | 6:06  |
| 11. | To Be Loved                            | - Adkins - Tobias Jesso Jr.       | 6:43  |
| 12. | Love Is a Game                         | - Adkins - Inflo                  | 6:43  |

| 13. | Wild Wild West                    | - Adkins - Göransson | 3:46 |
| 14. | Can't Be Together                 | - Adkins - Kurstin   | 4:17 |
| 15. | Easy on Me (avec Chris Stapleton) | - Adkins - Kurstin   | 3:44 |

## Classements hebdomadaires
| Classement (2021)                  | Meilleure position |
| ---------------------------------- | ------------------ |
| Allemagne (Media Control AG)       | 1                  |
| Australie (ARIA)                   | 1                  |
| Autriche (Ö3 Austria Top 40)       | 1                  |
| Belgique (Flandre Ultratop)        | 1                  |
| Belgique (Wallonie Ultratop)       | 2                  |
| Canada (Billboard Canadian Albums) | 1                  |
| Danemark (Tracklisten)             | 1                  |
| Écosse (OCC)                       | 1                  |
| Espagne (Promusicae)               | 1                  |
| États-Unis (Billboard 200)         | 1                  |
| Finlande (Suomen virallinen lista) | 1                  |
| France (SNEP)                      | 1                  |
| Irlande (Irish Albums Chart)       | 1                  |
| Italie (FIMI)                      | 2                  |
| Japon (Oricon)                     | 5                  |
| Norvège (VG-lista)                 | 1                  |
| Nouvelle-Zélande (RIANZ)           | 1                  |
| Pays-Bas (Mega Album Top 100)      | 1                  |
| Portugal (AFP)                     | 1                  |
| Royaume-Uni (UK Albums Chart)      | 1                  |
| Suède (Sverigetopplistan)          | 1                  |
| Suisse (Schweizer Hitparade)       | 1                  |

## Certifications
| Pays                    | Certification | Unités certifiées |
| ----------------------- | ------------- | ----------------- |
| Australie (ARIA)        | Platine       | 70 000            |
| Espagne (PROMUSICAE)    | Or            | 20 000            |
| France (SNEP)           | 2 × Platine   | 200 000           |
| Italie (FIMI)           | Or            | 25 000            |
| Nouvelle-Zélande (RMNZ) | Platine       | 15 000            |
| Pologne (ZPAV)          | Platine       | 20 000            |
| Royaume-Uni (BPI)       | 3 × Platine   | 900 000           |
| Suède (GLF)             | Or            | 15 000            |
| Suisse (IFPI)           | Or            | 10 000            |

## Dates de sortie
| Région | Date             | Format(s)                                             | Label    | Ref.   |
| ------ | ---------------- | ----------------------------------------------------- | -------- | ------ |
| Divers | 19 novembre 2021 | - Cassette - CD - Téléchargement - Streaming - Vinyle | Colombia | [ 17 ] |